# Freistaat Ikaria
Der Freistaat Ikaria (griechisch Ελευθέρα Πολιτεία Ικαρίας Elefthéra Politía Ikarías) war ein Staat, der im Jahre 1912 aus der Insel Ikaria und den Fourni-Inseln in der östlichen Ägäis gebildet wurde und bereits im Juni 1913 von Griechenland annektiert wurde.

## Geschichte

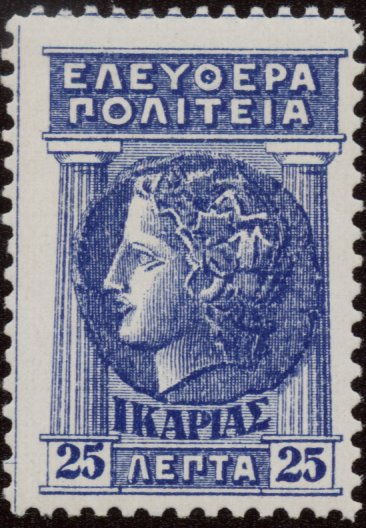
25-Lepta-Briefmarke des Freistaates, ausgegeben am

Die Insel Ikaria gehörte seit 1521 zum Osmanischen Reich. Nachdem Italien im April 1912 während des Italienisch-Türkischen Krieges den Dodekanes erobert hatte, befürchtete die mehrheitlich griechische Bevölkerung, ebenso dem italienischen Kolonialreich einverleibt zu werden. Um diesem Schritt zuvorzukommen, wurde am 17. Julijul. / 30. Juli 1912greg. die nur 30 Mann umfassende türkische Garnison gefangen genommen und am folgenden Tag der Freistaat Ikaria ausgerufen. Die griechische Regierung, die über die Absichten der Inselbewohner informiert worden war, hatte einen sofortigen Anschluss an Griechenland abgelehnt, da sie sich für eine eventuelle militärische Konfrontation mit dem Osmanischen Reich nicht stark genug fühlte. Präsident des kleinen Staates wurde Ioannis Malachias, der einem neunköpfigen Verwaltungsrat vorstand. Am 14. Augustjul. / 27. August 1912greg. wurde auch die benachbarte Inselgruppe Fourni Teil des Freistaates. Über die Frage welcher Ort Hauptstadt werden sollte, Agios Kirykos oder Evdilos, kam es beinahe zu einem Bürgerkrieg zwischen den Inselbewohnern.
Griechische Truppen besetzten die Inseln während des Ersten Balkankriegs am 4. Novemberjul. / 17. November 1912greg. und beendeten damit die Souveränität des Freistaates. Die formelle Annexion durch Griechenland erfolgte am 24. Junijul. / 7. Juli 1913greg., nachdem bei der Londoner Botschafterkonferenz Griechenland mit britischer Hilfe seinen Anspruch auf die Inseln durchsetzen konnte.
Während der kurzen Zeit seiner Unabhängigkeit führte der Freistaat Ikaria eine Flagge und eine Nationalhymne ein und betrieb einen Postdienst, für den im Oktober 1912 eine aus acht Werten bestehende Briefmarkenserie herausgegeben wurde (siehe Postgeschichte und Briefmarken des Freistaates Ikaria).